# Кубок Італії з футболу 1962—1963
Кубок Італії з футболу 1962—1963 — 16-й розіграш Кубка Італії з футболу. У турнірі взяли участь 38 італійських клубів. Титул володаря кубка Італії вперше здобула «Аталанта», яка у фіналі переграла «Торіно».

## Календар
| Раунд        | Дата                         | Матчі | Клуби   |
| ------------ | ---------------------------- | ----- | ------- |
| Перший раунд | 9 вересня 1962               | 19    | 38 → 19 |
| Другий раунд | 3 жовтня 1962                | 3     | 19 → 16 |
| 1/8 фіналу   | 5 грудня 1962 - 9 січня 1963 | 8     | 16 → 8  |
| 1/4 фіналу   | 27 березня - 3 квітня 1963   | 4     | 8 → 4   |
| 1/2 фіналу   | 1 травня 1963                | 2     | 4 → 2   |
| Фінал        | 2 червня 1963                | 1     | 2 → 1   |

## Перший раунд
| Команда 1                  | Рахунок | Команда 2      |
| -------------------------- | ------- | -------------- |
| 9 вересня 1962             |         |                |
| Алессандрія (2)            | 0:5     | Інтернаціонале |
| Барі (2)                   | 1:0     | Палермо        |
| Брешія (2)                 | 2:5     | Ювентус        |
| Кальярі (2)                | 1:5     | Рома           |
| Катандзаро (2)             | 3:0     | СПАЛ           |
| Комо (2)                   | 2:4 дч  | Аталанта       |
| Козенца (2)                | 3:4 дч  | Катанія        |
| Фоджа (2)                  | 3:0     | Модена         |
| Верона (2)                 | 3:0     | Лекко (2)      |
| Лаціо (2)                  | 0:3     | Фіорентіна     |
| Луккезе (2)                | 1:1 дч* | Мантова        |
| Мессіна (2)                | 2:1     | Наполі         |
| Падова (2)                 | 2:1     | Віченца        |
| Парма (2)                  | 0:1     | Мілан          |
| Аурора Про Патрія 1919 (2) | 1:2     | Сампдорія      |
| Самбенедеттезе (2)         | 0:1     | Болонья        |
| Монца (2)                  | 2:3 дч  | Венеція        |
| Трієстіна (2)              | 1:1 дч* | Торіно         |
| Удінезе (2)                | 0:3     | Дженоа         |

* - Луккезе, Торіно пройшли до наступного раунду після жеребкування.

## Другий раунд
| Команда 1     | Рахунок | Команда 2      |
| ------------- | ------- | -------------- |
| 3 жовтня 1962 |         |                |
| Рома          | 3:1     | Катандзаро (2) |
| Фіорентіна    | 0:2     | Дженоа         |
| Фоджа (2)     | 0:2     | Ювентус        |

## 1/8 фіналу
| Команда 1      | Рахунок      | Команда 2   |
| -------------- | ------------ | ----------- |
| 5 грудня 1962  |              |             |
| Мілан          | 0:1          | Сампдорія   |
| Аталанта       | 2:1          | Катанія     |
| Рома           | 2:5          | Дженоа      |
| Болонья        | 2:2 пен. 3:4 | Торіно      |
| Ювентус        | 3:1          | Венеція     |
| 9 грудня 1962  |              |             |
| Барі (2)       | 2:0          | Мессіна (2) |
| Верона (2)     | 1:1 пен. 6:5 | Луккезе (2) |
| 9 січня 1963   |              |             |
| Інтернаціонале | 1:2          | Падова (2)  |

## 1/4 фіналу
| Команда 1       | Рахунок | Команда 2  |
| --------------- | ------- | ---------- |
| 27 березня 1963 |         |            |
| Аталанта        | 2:0     | Падова (2) |
| 3 квітня 1963   |         |            |
| Барі (2)        | 2:1 дч  | Дженоа     |
| Ювентус         | 0:1     | Верона (2) |
| Сампдорія       | 0:2     | Торіно     |

## 1/2 фіналу
| Команда 1     | Рахунок | Команда 2  |
| ------------- | ------- | ---------- |
| 1 травня 1963 |         |            |
| Аталанта      | 1:0     | Барі (2)   |
| Торіно        | 2:1     | Верона (2) |

## Фінал
| 2 червня 1963 |

| Аталанта               | 3:1 | Торіно      |
| ---------------------- | --- | ----------- |
| Доменгіні 4', 49', 82' |     | Ферріні 84' |

| «Сан-Сіро», Мілан Арбітр: Антоніо Сбарделла |